# AmRest
AmRest ist ein börsennotierter spanischer Gastronomiekonzern mit Sitz in Madrid. Das Unternehmen betreibt 2.337 Systemgastronomiebetriebe in mehreren europäischen und vorderasiatischen Ländern.:9
Die Aktie des Unternehmens ist seit dem 27. April 2005 an der Warschauer Wertpapierbörse gelistet und seit dem 20. Dezember 2019 in deren Leitindex WIG30 enthalten. Sie ist auch im Nebenwerteindex mWIG40 enthalten.

## Geschichte
Henry J. McGovern, Donald M. Kendall, Sr., Donald M. Kendall, Jr. und Christian R. Eisenbeiss gründeten im Mai 1993 das Unternehmen American Retail Systems. Zu Beginn hatte das Unternehmen Franchiserechte für Pizza-Hut- und Kentucky-Fried-Chicken-Restaurants (KFC) in Westpolen.
In Tschechien übernahm American Retail Systems 1998 die von Yum! Brands betriebenen KFC- und Pizza-Hut-Gastronomiebetriebe.
Die AmRest Holdings SE wurde im Jahr 2000 als ein Joint Venture von American Retail Systems und Yum! Brands gegründet. 2001 übernahm die Holding die International Fast Food Polska Sp. z o.o. (IFFP), die 23 polnische Burger-King-Restaurants betrieb. Im Anschluss der Übernahme wurden 17 Restaurants in Kentucky Fried Chicken umgewandelt und sechs geschlossen.
Die verbliebenen Franchise-Unternehmen von KFC und Pizza Hut in Polen und Tschechien wurden 2005 von Yum! Brands übernommen. Somit wurde AmRest der einzige Betreiber der beiden Systemgastronomiekonzepte in diesen beiden Ländern.
Am 27. April 2005 fand der Börsengang (IPO) von AmRest an der Warschauer Wertpapierbörse statt. Im Zuge des Börsengangs veräußerte Yum! Brands seinen Anteil am Joint Venture.
2006 wurden siebzehn Franchise-Unternehmen in Ungarn übernommen und die neuen Systemgastronomiekonzepte Freshpoint und Rodeo Drive in den Markt eingeführt. Zudem wurden acht Big-Foot-Restaurants in Tschechien übernommen und in Kentucky-Fried-Chicken-Restaurants umgewandelt.
In Polen wurden 2007 das erste eigene Burger-King-Restaurant und die ersten Kentucky-Fried-Chicken-Restaurants in Serbien und Bulgarien eröffnet. Mit Starbucks wurde ein Vertrag unterzeichnet, der AmRest die Rechte für Starbucks-Cafés in Polen, Tschechien und Ungarn gab.
Burger-King-Restaurants kamen in Bulgarien und Russland 2008 hinzu. Das erste Starbucks wurde im Januar 2008 in Prag eröffnet. Im Mai 2008 übernahm AmRest 80 Prozent der US-amerikanischen Apple Grove Holding, des zweitgrößten Applebee’s-Franchisenehmers mit über 100 Restaurants in acht Bundesstaaten der Vereinigten Staaten.
2010 eröffnet AmRest das erste Starbucks in Ungarn.
In den spanischen Markt trat AmRest 2011 nach der Übernahme für 205 Millionen Euro von Restauravia, Betreiber von 30 KFC- und 120 La-Tagliatella-Restaurants in Spanien, ein. Die La-Tagliatella-Restaurants bieten Produkte der italienischen Küche, bevorzugt aus den Regionen Ligurien, Piemont und Reggio nell’Emilia, an. Im April 2013 wurde das dritte Restaurant in Deutschland unter der Marke La Tagliatella eröffnet.
Von Marinopoulos Coffee SEE B.V übernahm AmRest 2015 die Tochtergesellschaften in Bulgarien und Rumänien mit 19 Starbucks.
Im April 2016 wurde bekannt, dass die Firma AmRest 100 % der Anteile an der Starbucks Coffee Deutschland Ltd. & Co. KG und damit deren 144 Kaffeehäuser in Deutschland übernimmt.
Im Mai 2017 übernahm AmRest das Deutschland-Geschäft von Pizza Hut. Man plant, mit der Marke künftig stärker zu expandieren und die Zahl der derzeit rund 80 Filialen in Deutschland mehr als zu verdoppeln, was insbesondere durch Delivery- und Express-Filialen geschehen soll.
Im Jahr 2017 beschlossen die Shareholder des Unternehmens die Verlegung des Unternehmenssitzes von Polen ins spanische Madrid.

## Marken

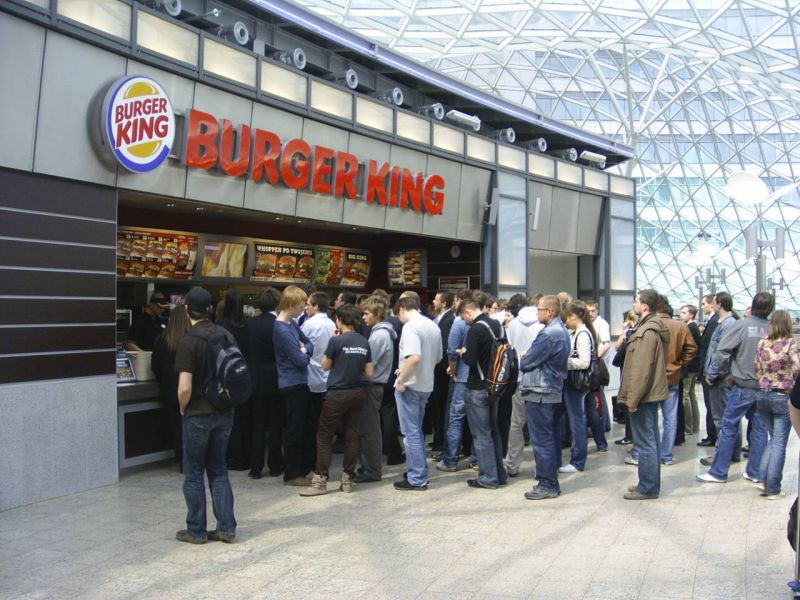
Burger King in Złote Tarasy, Warschau

AmRest betreibt unter folgenden Marken Systemgastronomiebetriebe::18–21
- Kentucky Fried Chicken: 894 Standorte (davon 296 in Polen, 109 in Tschechien, 73 in Ungarn, 206 in Russland, 84 in Spanien, 25 in Deutschland, 70 in Frankreich, 12 in Serbien, 8 in Bulgarien, 8 in Kroatien, 2 in Österreich und 1 in Slowenien)
- Burger King: 81 Standorte (davon 44 in Polen, 25 in Tschechien, 2 in Bulgarien, 4 in der Slowakei und 6 in Rumänien)
- La Tagliatella: 242 Standorte (davon 233 in Spanien, 4 in Frankreich, 2 in Deutschland und 3 in Portugal)
- Pizza Hut: 463 Standorte (davon 155 in Polen, 56 in Russland, 26 in Ungarn, 17 in Tschechien, 121 in Frankreich, 80 in Deutschland, 3 in Armenien, 2 in Aserbaidschan und 3 in der Slowakei)
- blue frog: 75 Standorte (davon 71 in China und 4 in Spanien)
- KABB Bistro Bar: 1 Standort
- Bacoa Burger: 7 Standorte (alle in Spanien)
- Sushi Shop: 183 Standorte (davon 132 in Frankreich, 6 in Spanien, 3 in Portugal, 11 in Belgien, 2 in Italien, 3 in Luxemburg, 5 im Vereinigten Königreich, 9 in der Schweiz, 3 in Saudi-Arabien und 9 in den Vereinigten Arabischen Emiraten)
- Starbucks: 386 Standorte (davon 68 in Polen, 51 in Tschechien, 34 in Ungarn, 54 in Rumänien, 14 in Bulgarien, 154 (einschließlich 20 lizenzierte) in Deutschland, 8 in der Slowakei und 3 in Serbien)

Darüber hinaus unterhält das Unternehmen folgende virtuelle Marken, deren Vertrieb ausschließlich über Lieferdienste erfolgt:
- Pokaï: Virtuelle Marke für Poke; Vertrieb über Lieferdienste (Deliveroo, UberEATS etc.) in Frankreich, Belgien, Italien, Spanien, der Schweiz, dem Vereinigten Königreich, Deutschland und den Vereinigten Arabischen Emiraten
- Lepieje: Virtuelle Marke für Teigtaschen; Vertrieb über die Lieferdienste Glovo und Wolt in Breslau, Polen
- ’Oi Poke: Virtuelle Marke für Poke; Vertrieb über die Lieferdienste Glovo und Wolt in Polen
- Moya Misa: Virtuelle Marke für Ramen; Vertrieb über Lieferdienste in Polen
- Pierwsze i drugie: Virtuelle Marke für klassische polnische Küche; Vertrieb über Lieferdienste in Breslau
- Viva Salad!: Virtuelle Marke für Salate; Vertrieb über Lieferdienste in Madrid und Barcelona
- Eat’s Fine: Virtuelle Marke für vegetarische Kost; Vertrieb über Lieferdienste in Polen
- Sushi Tone: Virtuelle Marke für Sushi; Vertrieb über Lieferdienste in Polen
- Cremontano: Virtuelle Marke für Eiscreme; Vertrieb über den Lieferdienst Glovo in Spanien

## Aktionärsstruktur
Das Private-Equity-Unternehmen Warburg Pincus bot im April 2010 für einen 24,99-Prozentanteil 300 Millionen Złoty (ca. 70 Millionen Euro). Diesen Anteil verkaufte Warburg Pincus 2015 an Finaccess Capital SA de CV. Der Kaufpreis wurde nicht mitgeteilt.
| Aktionär                                          | Anzahl gehaltener Aktien | Stimmrechtsanteil auf der Hauptversammlung |
| ------------------------------------------------- | ------------------------ | ------------------------------------------ |
| FCapital Dutch B. V.                              | 147.203.760              | 67,05 %                                    |
| Nationale-Nederlanden OFE (offener Pensionsfonds) | 9.358.214                | 4,26 %                                     |
| Artal International S.C.A.                        | 10.366.102               | 5,18 %                                     |
| Aviva OFE (offener Pensionsfonds)                 | 6.843.700                | 3,12 %                                     |
| Streubesitz                                       | 44.782.407               | 20,40 %                                    |

FCapital Dutch B. V. gehört mittelbar Carlos Fernández González.

## Tierschutz und Tierrechte

### Käfigfreie Eier
In der letzten nichtfinanziellen Erklärung für 2020 heißt es, dass AmRest die Food Services Sustainability Project Group als ein Gremium eingerichtet hat, das für das Management von Nachhaltigkeitsthemen im Bereich der Lieferkette verantwortlich ist. In dieser Erklärung behauptet AmRest, dass es „an einem Zeitplan für die Umstellung aller Eier und Eiprodukte, die in seinen Restaurants und Cafés verwendet werden, auf käfigfreie Hühnerhaltung arbeitet“, wobei das Ziel das Jahr 2025 sei. Diese Verpflichtung gelte jedoch nicht für die Marken Burger King und AmRest in Russland und China.
Aufgrund des bisher nicht erfolgten Umstellung auf käfigfreie Eier kritisierte die Tierrechts- und Verbraucherschutzorganisation Equitas AmRest im Jahr 2020.